# Колібрі-барвограй золотистий
Колі́брі-барвограй золотистий (Metallura iracunda) — вид серпокрильцеподібних птахів родини колібрієвих (Trochilidae). Мешкає в Колумбії і Венесуелі.

## Опис

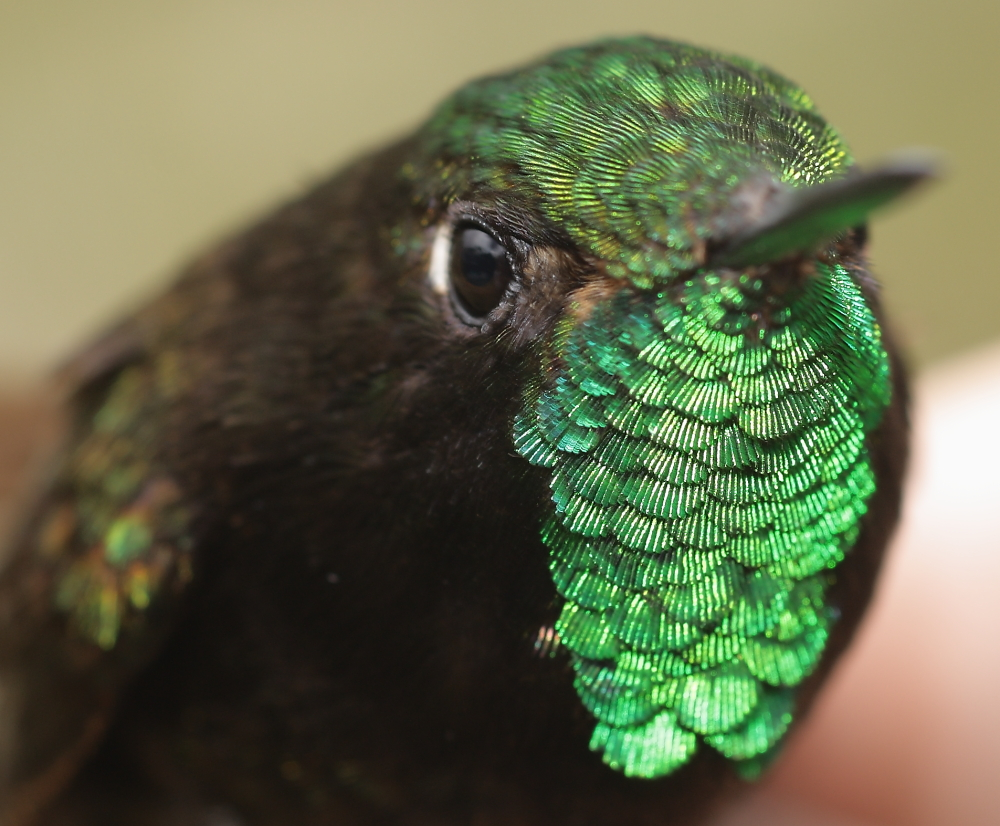
Золотистий колібрі-барвограй

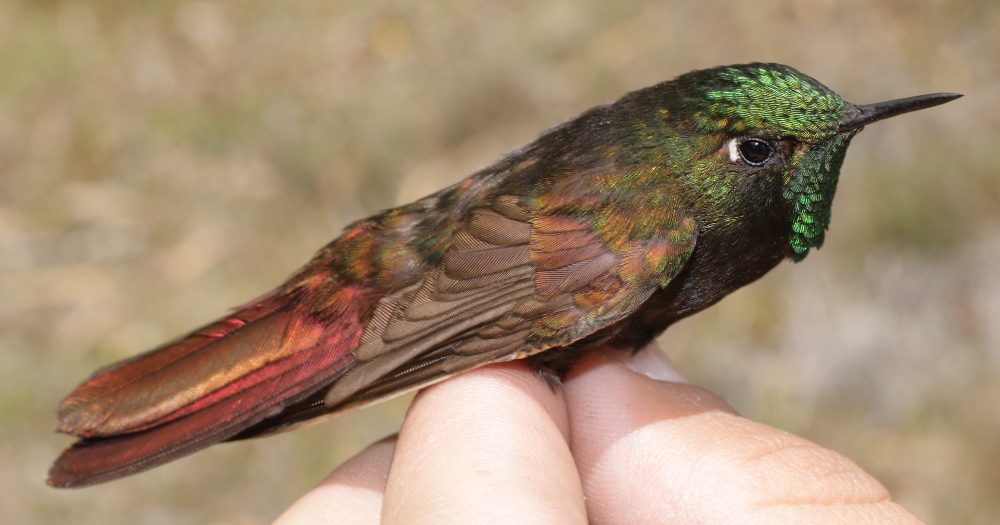
Золотистий колібрі-барвограй

Завжовжки птах становить 10—11 см, заважує 3,6—4,1 г. У самців верхня частина тіла чорнувата з золотистим відблиском, тім'я і горло смарагдово-зелені, блискучі. Нижня частина тіла темно-бронзово-зелена із золотистим відблиском. Хвіст роздовоєний, світло-бордовий або червонувато-фіолетовий. Дзьоб короткий, прямий, чорний, завдовжки 10 мм. У самиць горло й верхня частина грудей охристо-оранжеві, поцятковані оливково-зеленими плямами, нижня частина грудей і живіт яскраво-жовті, поцятковані зеленими плямами, крайні стернові пера мають охристі кінчики. Забарвлення молодих птахів подібне до забарвлення самиць.

## Поширення й екологія
Золотисті колібрі-барвограї є ендеміками гір Сьєрра-де-Періха на кордоні північно-східної Колумбії і північно-західної Венесуели. Вони живуть у відкритих високогірних чагарникових заростях, у карликових гірських лісах, у бамбукових заростях, у високогірних луках парамо та серед піщаникових скельних виступів. Зустрічаються на висоті від 2400 до 3200 м над рівнем моря в Колумбії та на висоті 1850 м над рівнем моря у Венесуелі. Живляться нектаром квітів.

## Збереження
МСОП класифікує цей вид як такий, що перебуває під загрозою зникнення. За оцінками дослідників, популяція золотистих колібрі-барвограїв становить від 20 до 50 тисяч птахів. Їм загрожує знищення природного середовища.